# Sophie Karbjinski

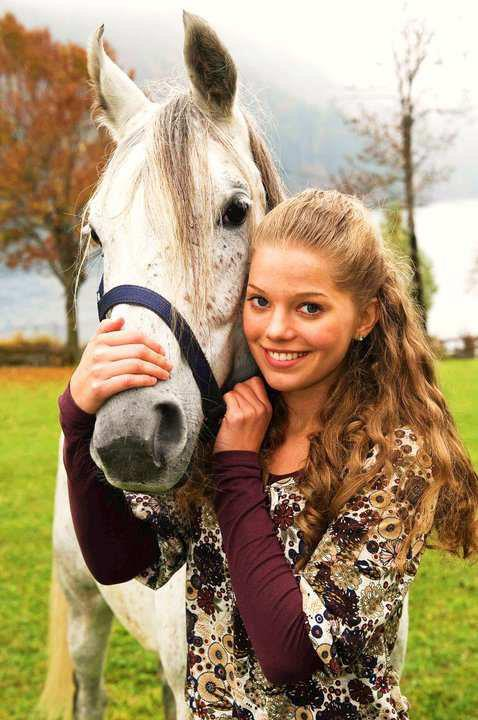
Sophie Karbjinski 2010 – Bei den Dreharbeiten zu „Der verlorene Sohn“

Sophie Karbjinski (* 10. September 1995 in Berlin) ist eine deutsche Schauspielerin.

## Leben und Karriere
Sophie Karbjinski begann in frühen Jahren Schauspielerfahrungen in Serien, Fernseh- und Kinofilmen zu sammeln.
Durch ihre Hauptrolle als Emma Schubert in der internationalen Fernsehserie Emmas Chatroom („A gURLs wURLd“), die von Ende 2008 bis August 2009 in Australien, Deutschland und Singapur gedreht und 2010 in Deutschland ausgestrahlt wurde, erlangte sie zunehmend Bekanntheit.
Karbjinski spielt Klavier und Gitarre. Sie sang seit ihrem 6. Lebensjahr als Sopran im Kinderchor der Staatsoper Unter den Linden in Berlin. Außerdem erhielt Karbjinski eine umfangreiche Tanz-, Sing- und Schauspielausbildung im Friedrichstadt-Palast. Sie stieg mit sechs Jahren in das Ensemble ein, wo sie sich in den ersten paar Trainingsjahren als eine talentierte Balletttänzerin bewies und später auch Jazz Dance lernte. Sie wechselte von den Tänzern in die Schauspielgruppe und erhielt Improvisationsunterricht, Gesangsunterricht und Sprecherziehung. Später bekam sie auch Schauspielunterricht bei einem Dozenten der Hochschule für Schauspielkunst „Ernst Busch“ Berlin. Sie verließ das Ensemble 2008, um für die Jugendserie Emmas Chatroom in Australien vor der Kamera zu stehen.
Von August 2011 bis Mai 2013 besuchte sie das United World College–USA in New Mexico. Von August 2013 bis 2017 studierte sie in Philadelphia am Bryn Mawr College Internationale Beziehungen. Seit Oktober 2023 studiert sie in Berlin an der Freien Universität, Humboldt-Universität und der Uni Potsdam den MAIB (Master in Internationalen Beziehungen). Karbjinski lebt momentan in Paris und studiert dort im Rahmen ihres Masterstudiums an der Sciences Po.

## Filmografie (Auswahl)
- 2001: Wie Feuer und Flamme
- 2002: Ninas Geschichte
- 2002: Berlin, Berlin (Fernsehserie, 3 Folgen)
- 2002: Die Nacht, in der ganz ehrlich überhaupt niemand Sex hatte (Fernsehfilm)
- 2003: Die Schönste aus Bitterfeld (Fernsehfilm)
- 2004: Typisch Sophie (Fernsehserie)
- 2006: Beutolomäus kommt zum Weihnachtsmann
- 2006, 2009: Löwenzahn (Fernsehserie, 2 Folgen)
- 2008: Anja & Anton (Fernsehserie)
- 2008: Die 25. Stunde (Fernsehserie)
- 2010–2011: Emmas Chatroom (a gURLs wURLd, Fernsehserie, 26 Folgen)
- 2012: Heimkehr mit Hindernissen (Fernsehfilm)
- 2018: Fabrice Noel – Eigentlich nein (Musikvideo)
- 2019: Poor Saint Lazarus – Aviation Heiress (Musikvideo)
- 2022: Small Town Funk Girls (Kinofilm)
- 2022: Survival Mode (Kurzfilm)